# Тереза фон Хоенлое-Валденбург
Тереза Хелена Аделхайд Йохана фон Ербах-Фюрстенау (на немски: Therese Helene Adelheid Johanna Gräfin zu Erbach-Fürstenau; * 9 юни 1869, Креенберг, Рейнланд-Пфалц; † 21 декември 1927, Тюбинген) е графиня от Ербах-Фюрстенау в Оденвалд и чрез женитба княгиня на Хоенлое-Валденбург-Шилингсфюрст. Тя е пионерка на женското движение в Южна Германия и първа председателка на Съюза на земеделските домакини във Вюртемберг.

## Биография
Тя е дъщеря на граф Алфред фон Ербах-Фюрстенау (1813 – 1874) и съпругара му принцеса Луиза Елеонора Амалия Ернестина Жени фон Хоенлое-Ингелфинген (1835 – 1913), дъщеря на принц Адолф фон Хоенлое-Ингелфинген (1797 – 1873) и принцеса Луиза Шарлота Йохана фон Хоенлое-Лангенбург (1799 – 1881).
Тя умира на 21 декември 1927 г. на 58 години в Тюбинген.

## Фамилия
Тереза фон Ербах-Фюрстенау се омъжвана 26 ноември 1889 г. в дворец Фюрстенау в Михелщат за 7. княз Фридрих Карл II фон Хоенлое-Валденбург-Шилингсфюрст (* 26 септември 1846; † 6 октомври 1924), четвъртият син на 5. княз Фридрих Карл I фон Хоенлое-Валденбург-Шилингсфюрст (1814 – 1884) и съпругата му принцеса Тереза фон Хоенлое-Шилингсфюрст (1816 – 1891). Те имат един син:
- Фридрих Карл III Лудвиг Филип Ернст Франц Йозеф (* 31 юли 1908, Валденбург; † 24 октомври 1982, Валденбург), 8. княз на Хоенлое-Валденбург-Шилингсфюрст, женен на 12/24 май 1932 г. в Щутгарт за принцеса Мехтилд фон Урах, графиня фон Вюртемберг (* 4 май 1912, Щутгарт; † 11 март 2001, Валденбург), дъщеря на херцог Вилхелм Карл фон Урах (1864 – 1928) и херцогиня Амалия Баварска (1865 – 1912), дъщеря на херцог Карл Теодор Баварски (1839 – 1909). Те имат двама сина и три дъщери.[4]